# KX. Kunst auf Kampnagel

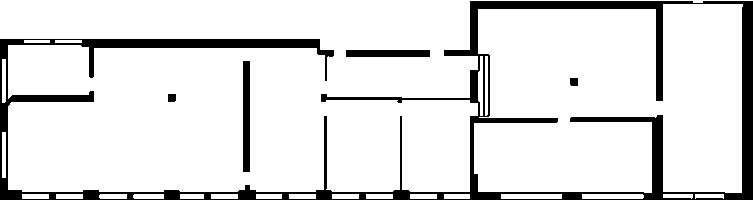
KX. Kunst auf Kampnagel, Raumplan 1996–2002

Die Galerie KX. Kunst auf Kampnagel war ein von Künstlern betriebener Ausstellungsraum in Hamburg, der von 1987 bis 2008 bestand.

## Geschichte
Der Non-Profit Ausstellungsraum KX. Kunst auf Kampnagel war zur Zeit seines Bestehens einer der von der Fläche her größten von Künstlern für andere Künstler betriebenen Kunstausstellungsorte Hamburgs.

### Der Raum
Er befand sich 15 Jahre lang im Verwaltungsgebäude der ehemaligen Kranfabrik Kampnagel in Hamburg-Winterhude und bot als White Cube rund 440 m² Ausstellungsfläche. Im Jahr 1987 wurde KX. gegründet, direkt auf die „Freie Vereinigung bildender Künstler“ folgend. Politische Zielsetzung war, auf dem seinerzeit noch „besetzten“ Gelände von Kampnagel neben den verschiedenen freien Theatergruppen gleichberechtigt und in Synergie ebenfalls die bildende Kunst dort fest zu installieren, durch die Organisation regelmäßiger zeitgenössischer Ausstellungen am gleichen Ort. Gründungsmitglieder waren nach Eintrag die Künstler Peter Afken, Jürgen Brockmann, Siegfried Fuhrmann, Jens-Roland Hasche, Michael Keesmeyer, Milly Keyser, Jochen Kuhn, Ralf Jurszo, Ralf-Rainer Odenwald, Harald Preuße, Peter Reitberger, Günter Westphal, dazu Maren Fuhrmann als Rechnung führendes Mitglied.

### Name
Der Name KX. bedeutet: K für Kampnagel, X für das Neue und Unbekannte in der gegenwärtigen Kunst, als „nötiger Nagel“ für die Präsenz der Kunst. X stand zugleich als Bezeichnung für den 10. Raum der sich konstituierenden „Internationalen Kulturfabrik Kampnagel“. Die mehrheitlich stets aus Künstlern bestehende Gruppe KX. legitimierte sich als (gemeinnützig anerkannter) Verein und verantwortete in demokratischer Abstimmung das Programm ihrer Ausstellungen. Die Struktur und Organisation von KX. wurde, über die gesamte Zeit des Bestehens gerechnet, von über 70 Künstlern getragen. Mehr als 200 Veranstaltungen wurden ausgerichtet. Jedes Jahr wurden durchschnittlich 10 Ausstellungen organisiert. Die meisten Ausstellungsprojekte wurden mittels Eigenkuratierung, wenige auch durch geladenen Kuratoren betreut.

### Programm
Ein diversifiziertes Programm wurde angestrebt. Mitglieder des Vereins kamen daher auch immer wieder aus sehr unterschiedlichen künstlerischen Bereichen: z. B. aus Neue Musik, Film, Lesung, Skulptur, Malerei, Multimedia, Rauminstallation, Performance. Interessierte Künstler konnten sich mit Ausstellungsprojekten direkt beim Verein bewerben, zu deren Organisation sich dann 1 bis 2 Vereinsmitglieder jeweils als Ansprechpartner zur Verfügung stellten. Per Vertrag wurde den Künstlern neben den Räumlichkeiten die administrative Infrastruktur inklusive der Einladungskarte sowie die Pressearbeit geboten. Anlässlich der Vernissagen, oft gekoppelt mit Ansprachen oder akustischen Darbietungen, gab es stets als Kommunikationsort eine offene Bar sowie ein kreatives Buffet.

#### Kabinett für Zeichnung
1994 bis 1996 wurde, initiiert vom KX.-Mitglied Jens Asthoff, neben den großen Ausstellungen zusätzlich noch ein gesondertes „Kabinett für Zeichnung“ betrieben.

### Finanzierung
Finanziert wurde KX. auf Basis von Projektbeschreibungen durch eine regelmäßige Förderung über die Kulturbehörde der Freien und Hansestadt Hamburg. Außerdem durch zusätzlich eingeworbene Förderungen (Kunstfond, Firmen, Mäzene), letztendlich aber auch besonders durch die unentgeltliche Arbeit der Vereinsmitglieder. Das Ausstellungsprogramm berücksichtigte vornehmlich „junge“  Künstler, spezielle Positionen oder auch Künstlergruppen, ebenso einzelne, deren Arbeiten selten gezeigt wurden und dabei in ihrer Eigenart ungewöhnlich waren.

#### Umzug in die City Nord
Im Jahr 2002 konnte KX. schließlich seine Räume auf Kampnagel dort nicht mehr nutzen, da sich wegen Mieterhöhung, Umwidmung, Abriss, Verkleinerung, sowie einer Neuorganisation von ganz Kampnagel nun eine andere Struktur ergab – zu Ungunsten der bildenden Kunst gegenüber dem Theaterbetrieb. Auch die große Halle K3 als Raum für die Kunst wurde administrativ dem Theaterbetrieb übereignet.
Auf der Suche nach neuen Räumen fand KX. dann seine Fortsetzung in der Hamburger City Nord auf „Ebene +14“, dank eines Raum gebenden Mäzens für folgende Jahre. KX. arbeitete dort unter dem Vorsitz von Wolfgang Schindler, Uwe Ochsler und Stefan Canham in bewährter Art wie auf Kampnagel weiter, nun allerdings mit verändertem Raumangebot auf 350 m². Aus Gründen einer erheblichen Kürzung von Fördermitteln seitens der Hansestadt zugunsten inzwischen gegründeter weiterer Ausstellungsräume in Hamburg sowie einer vollständigen eigentumsrechtlichen Veränderung entschieden sich die betreibenden Künstler im März 2008, KX. zu schließen.

### Chronologie
- 1987: Mitglieder der „Freie Vereinigung bildender Künstler“ übernehmen offiziell die erste Etage des Verwaltungsgebäudes der Kampnagelfabrik in der Jarrestr. 22 in Hamburg-Winterhude
- 1994, Februar: Kabinett für Zeichnung, erste Ausstellung
- 1996, Oktober: Kabinett für Zeichnung, letzte Ausstellung
  - Januar: Anbau einer Außen-Freitreppe, Veränderung der Eingangssituation nach dem Planungsentwurf von Siegfried Fuhrmann.
  - Februar: Neugliederung der Räume durch Athanasios Pallas
- 2001: Ankündigung einer Mieterhöhung um 1000 % (Umstrukturierung der Kampnagel-Nutzung und Neubauten)
- 2002, Februar: letzte Ausstellung und Einlagerung des Inventars im 3. Stock des Kamnagel Verwaltungsgebäudes
- 2003, Mai: Wiedereröffnung in der Hamburger City Nord
  - Umzug in eine Ladenpassage der Hamburger City Nord am Mexikoring 9a, "Ebene + 14"
- 2008, Januar: letzte Ausstellung

## Dokumentation
Die einzelnen Ausstellungen/Künstlerstatements wurden von Maren Fuhrmann mit einer Videokamera (hi 8/VHS) dokumentiert. Weiterhin wurden Einzelfotos, zumeist in schwarz/weiß, u. a. später auch regelmäßig von Alexander Rischer erstellt.

## Kataloge
- Andreas Oldörp, Milly Keyser, Günther Westphal: KX-Kunst auf Kampnagel Dokumentation Januar 1988–Juli 1990. KX-Kunst auf Kampnagel, Hamburg 1990.
- Siegfried Fuhrmann, Milly Keyser: KX Kunst auf Kampnagel Dokumentation Aug. 90–Dez. 91. KX-Kunst auf Kampnagel, Hamburg 1992.
- Peter Boué, Athanasios Pallas, Alexander Rischer: KX Kunst auf Kampnagel 1992–1996. KX-Kunst auf Kampnagel, Hamburg 1997.
- Barbara Borgstädt, Hajo Schiff, Maren Fuhrmann, Alexander Rischer, Wolfgang Schindler, Die Künstler: KX. 1997 bis 2002. Dölling & Gallitz Verlag, Hamburg 2002, ISBN 3-935549-42-3.